# Caluconi

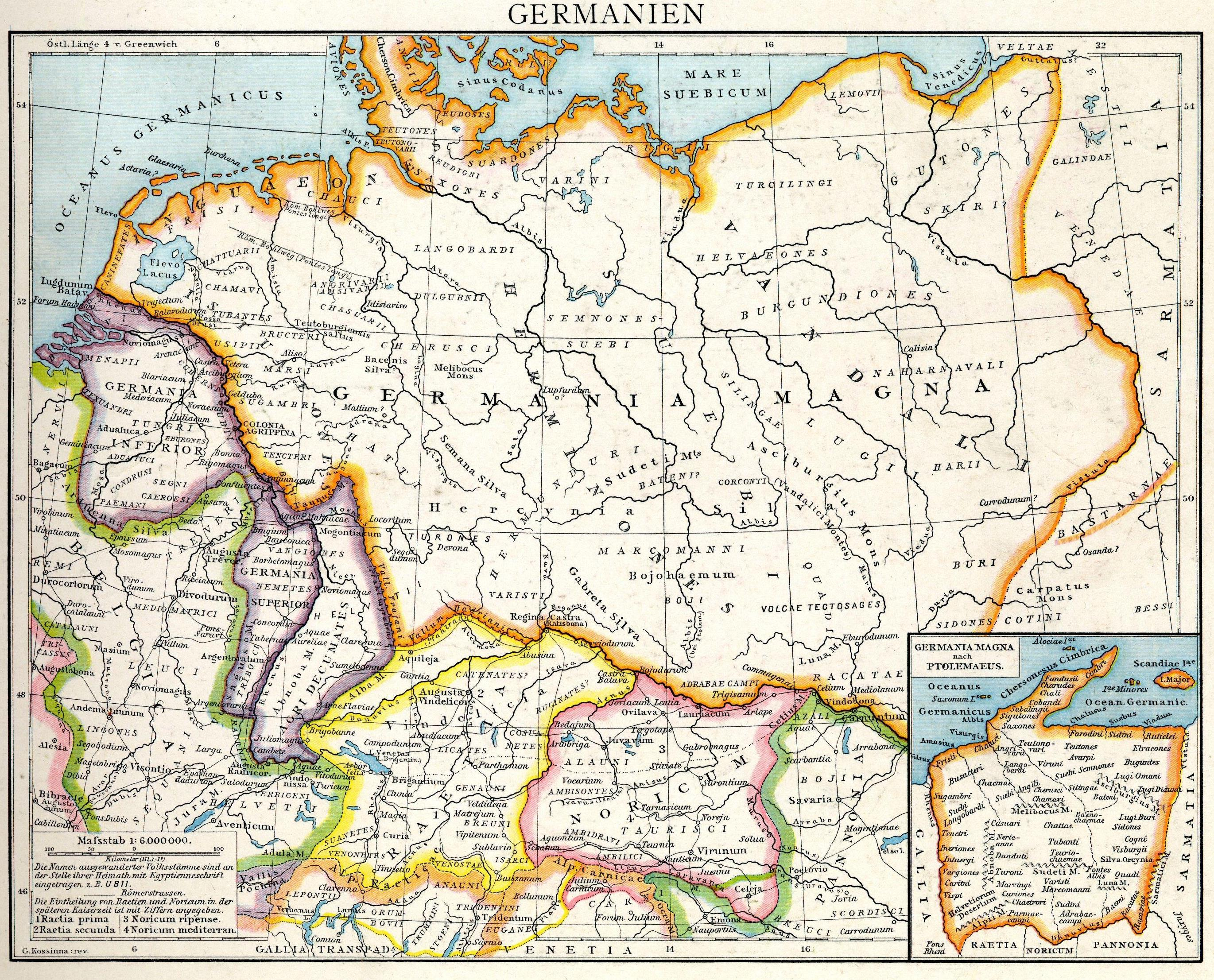
I Chauci segnalati al limite settentrionale della Germania su una carta storica del 1886 disagnata da Johann Gustav Droysen.

I Caluconi erano un antico popolo alpino stanziato sulle Alpi Retiche
Secondo alcuni, questo popolo abitava nella Val Calanca (Grigioni italiano) ed in alcuni distretti delle Alpi Lepontine, secondo altri, era stanziato presso i fiumi Elba o Trava, ritenendo che i "Caluconi" citati da Tolomeo e i "Cauci" di Strabone fossero in realtà lo stesso popolo.
Lo storico Tolomeo nella sua Geografia, Libro 2, Capitolo 10 posiziona i Kaloukones (Καλουκόνης) sulla sponda dell'Elba "sotto" (a nord di?) Silingi o Slesiani. Dal momento che l'Elba non attraversa le Alpi, se i due Caluconi fossero lo stesso popolo il trofeo delle Alpi vorrebbe dire che Augusto non sottomise solo la Rezia. In ogni caso il tropeaum elenca anche i Rugusci che, in precedenza, erano stati posizionati nei pressi dei Rügen. I mari alto e basso di Tolomeo sono rispettivamente il Baltico ed il Mediterraneo. Queste esagerazioni erano tipiche dell'età augustea. In questo caso non sono probabilmente vere, a meno che Augusto abbia stretto un qualche tipo di alleanza.

## Storia

### La conquista romana
I Calucones vennero sottomessi a Roma nel contesto delle campagne di conquista di Augusto di Rezia e arco alpino, condotte dai suoi generali Druso maggiore e Tiberio (il futuro imperatore) contro i popoli alpini tra il 16 e il 15 a.C.
Il nome dei Caluconi è ricordato (anche da Plinio il Vecchio) nel Trofeo delle Alpi ("Tropaeum Alpium"), monumento romano eretto nel 7-6 a.C. per celebrare la sottomissione delle popolazioni alpine e situato presso la città francese di La Turbie:
(Trofeo delle Alpi, Iscrizione frontale)

### Fonti primarie
- Plinio il Vecchio, Naturalis historia
- Trofeo delle Alpi